# Harrogate Hawks
Gli Harrogate Hawks sono stati una squadra di football americano di Harrogate, in Gran Bretagna. Fondati nel 1985, hanno chiuso nel 1994.

## Dettaglio stagioni

### Tornei nazionali

#### Campionato

##### BGFL Premiership
| Stagione | regular season | regular season | regular season | regular season | regular season | regular season | playoff | playoff | playoff | playoff | playoff | playoff          | playoff           |
|          | Vin            | Par            | Per            | Tot            | PF             | PS             | Vin     | Per     | Tot     | PF      | PS      | risultato        | avversaria        |
| -------- | -------------- | -------------- | -------------- | -------------- | -------------- | -------------- | ------- | ------- | ------- | ------- | ------- | ---------------- | ----------------- |
| 1988     | 9              | 1              | 0              | 10             | 443            | 90             | 1       | 1       | 2       | 54      | 48      | Quarti di finale | Crewe Railroaders |
| Totale   | 9              | 1              | 0              | 10             | 443            | 90             | 1       | 1       | 2       | 54      | 48      |                  |                   |

Fonti: Enciclopedia del Football - A cura di Roberto Mezzetti

### Riepilogo fasi finali disputate
| Anno           | Luogo | Evento           | Fase del torneo  | Incontro                            | Risultato |
| 21 agosto 1988 |       | BGFL Premiership | Quarti di finale | Crewe Railroaders - Harrogate Hawks | 41 - 32   |